# Gerzensee
Gerzensee es una comuna suiza del cantón de Berna, situada en el distrito administrativo de Berna-Mittelland. Limita al norte con la comuna de Belp, al este con Münsingen y Wichtrach, al sur con Kirchdorf y Mühledorf, y al oeste con Gelterfingen.
Hasta el 31 de diciembre de 2009 situada en el distrito de Seftigen.

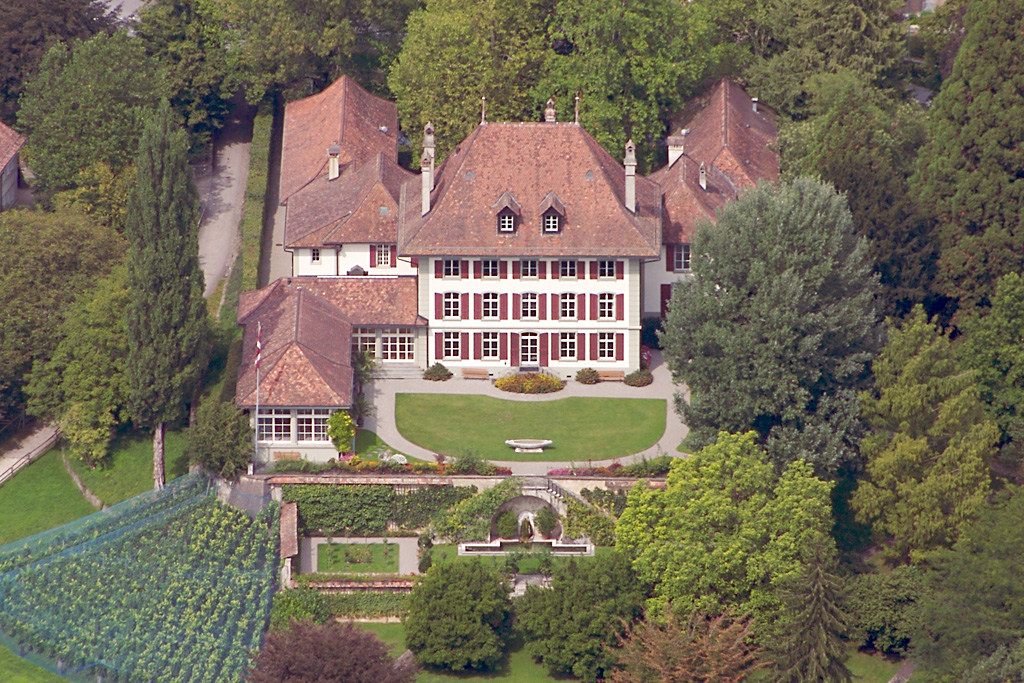
Castillo de Gerzensee.